# 天吹酒造

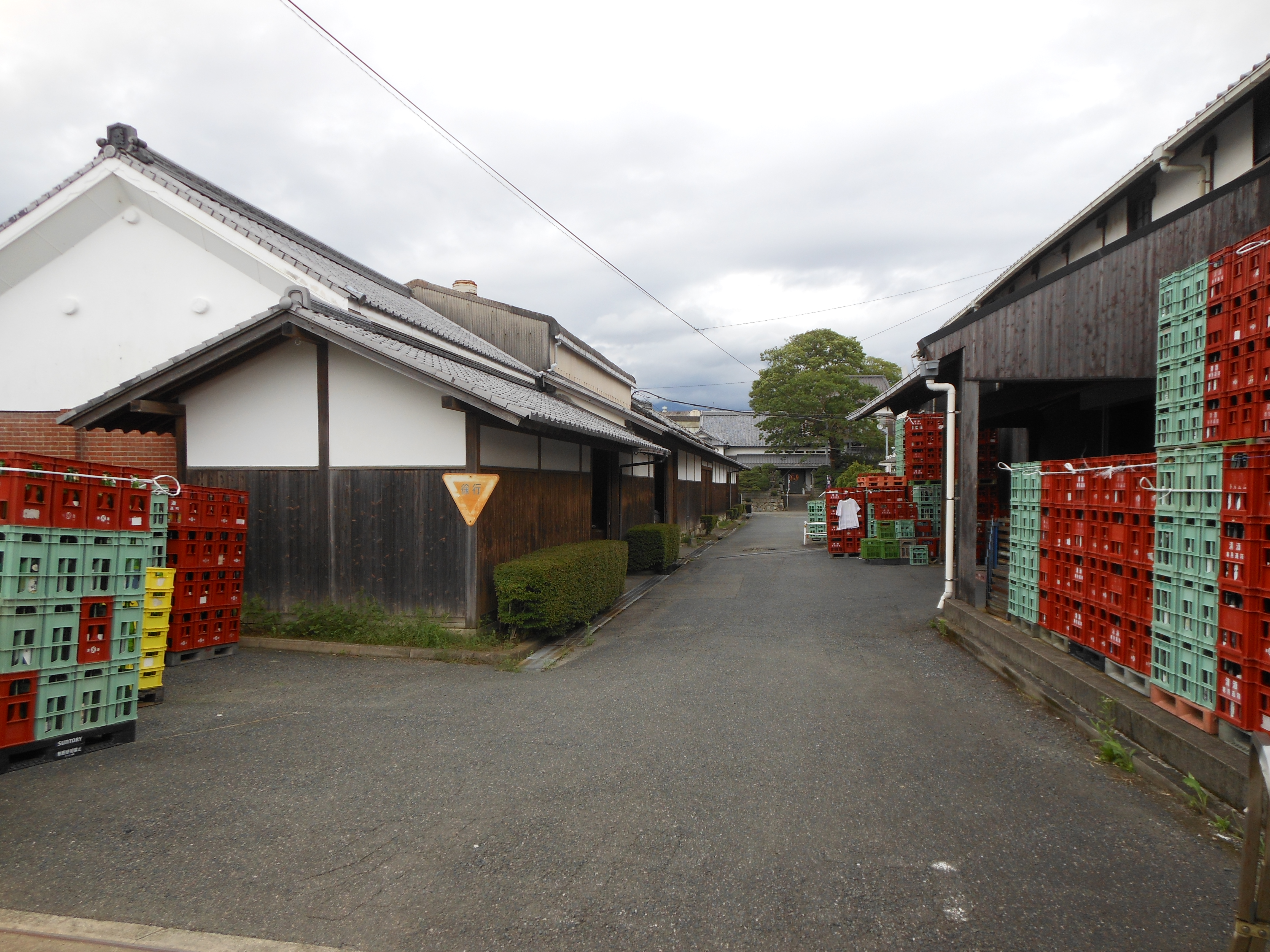
県道に面した工場

天吹酒造合資会社（あまぶきしゅぞう ごうしがいしゃ）は、佐賀県三養基郡みやき町に本社及び工場を置く日本の酒造会社。

## 概要
元禄年間（1688年 - 1704年）創業。2014年11月、木下壮太郎が社長に就任。杜氏は弟の木下大輔。それぞれ、10代目木下武文（現会長）の長男と次男である。
「天吹」（あまぶき）の銘柄で日本酒、焼酎、リキュールを製造・販売している。花酵母研究会所属。花酵母で特定名称酒全量を醸している。なでしこ、いちご、アベリア、ひまわり、しゃくなげなどから採取、培養した11種類の酵母を使用。2016年からは11種に加えてバナナ酵母の使用を開始した。
主に特定名称酒や生酒を商品としている。とても華やかで香り高く、優しい味わい。花酵母にはそれぞれ優雅な香り、味わい深い味、爽快な酸味など個性があり、料理や好みに合わせ選択できる。また吟醸酒粕を再利用し吟醸粕取焼酎の生産も行っている。地産地消も実施しており、地元向けに地元産の食用米を使って安価で販売している。
古い建物だった蔵を大改修し、築200年～築100年の建物が多数維持現存する。
2013年、主屋、仕込み蔵、煙突など9件が国の登録有形文化財に登録された。
2013年、佐賀県の「22世紀に残す佐賀県遺産」に登録された。
2016年現在、「風神蔵」と名付けた仕込み蔵で酒造りが行われている。風神蔵は築100年以上。
冬（1月）には、酒造り現場見学や手仕事ギャラリーなどがある個性的な蔵開きを催す。
春と秋、大試飲会も開催され大勢の客で賑わう（事前予約必要）。予約すれば1名から酒蔵見学出来る（要予約）。営業日は月曜日から金曜日。土曜日、日曜日、祝日は店休日。

## 文化財
登録有形文化財（国登録）
- 主屋[2]
- 離れ座敷
- 貯蔵庫（旧麹室）
- 仕込蔵
- 地下貯蔵庫
- 貯蔵庫（旧白米倉庫）
- 瓶詰工場（旧仕込蔵）
- 旧蔵人用炊事場煙突
- 旧酒造蔵煙突

画像
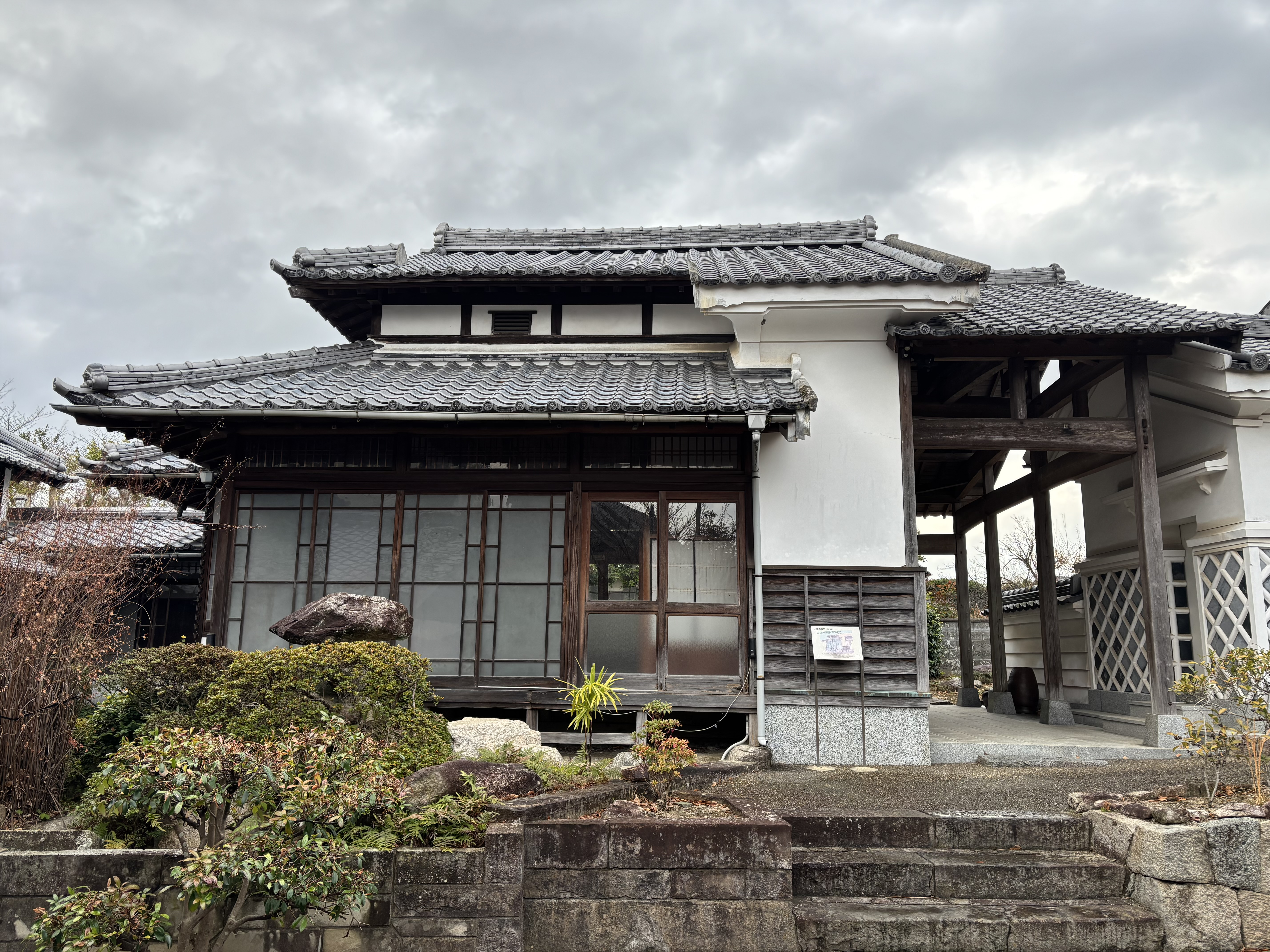
離れ座敷
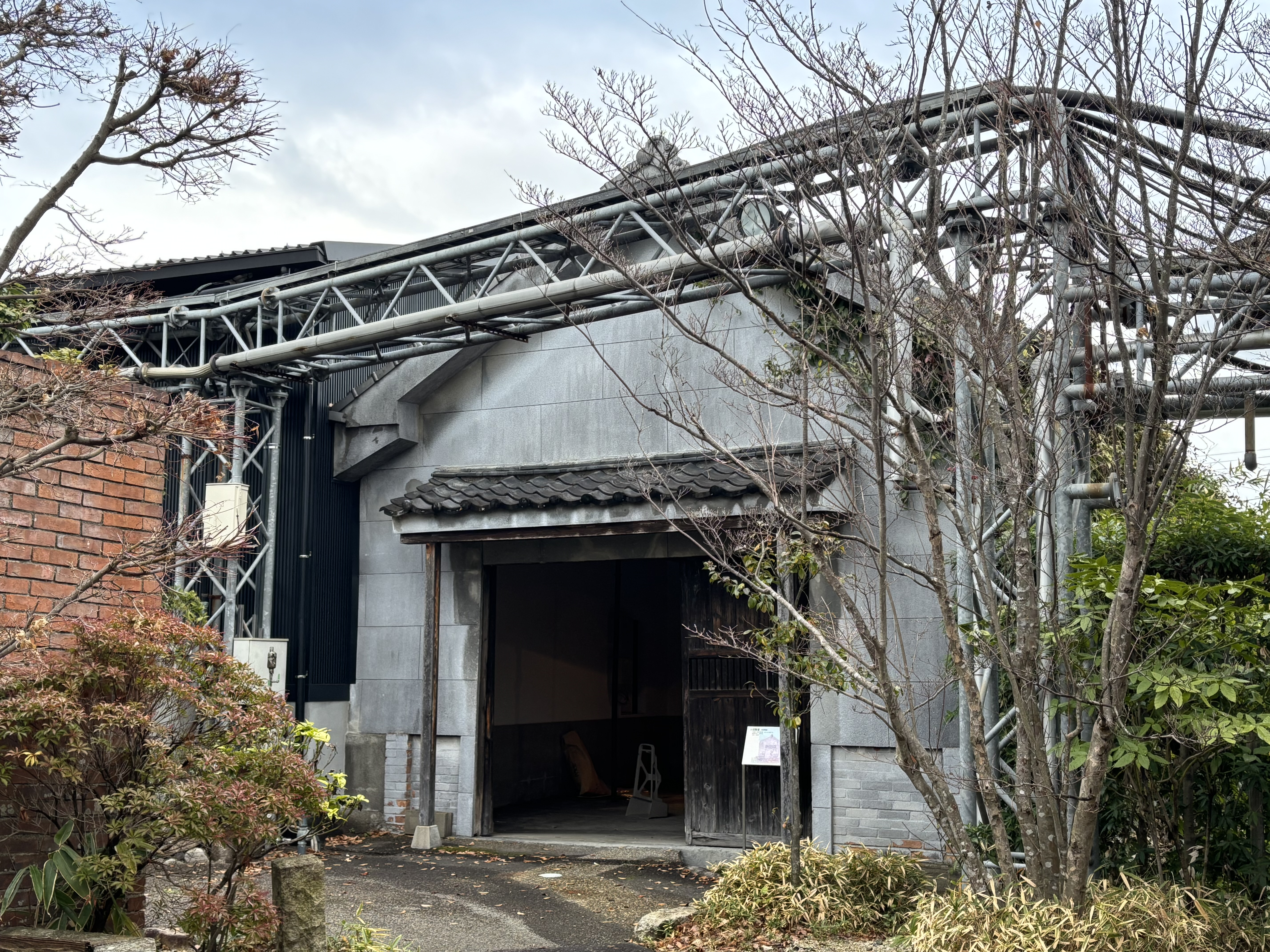
貯蔵庫（旧麹室）
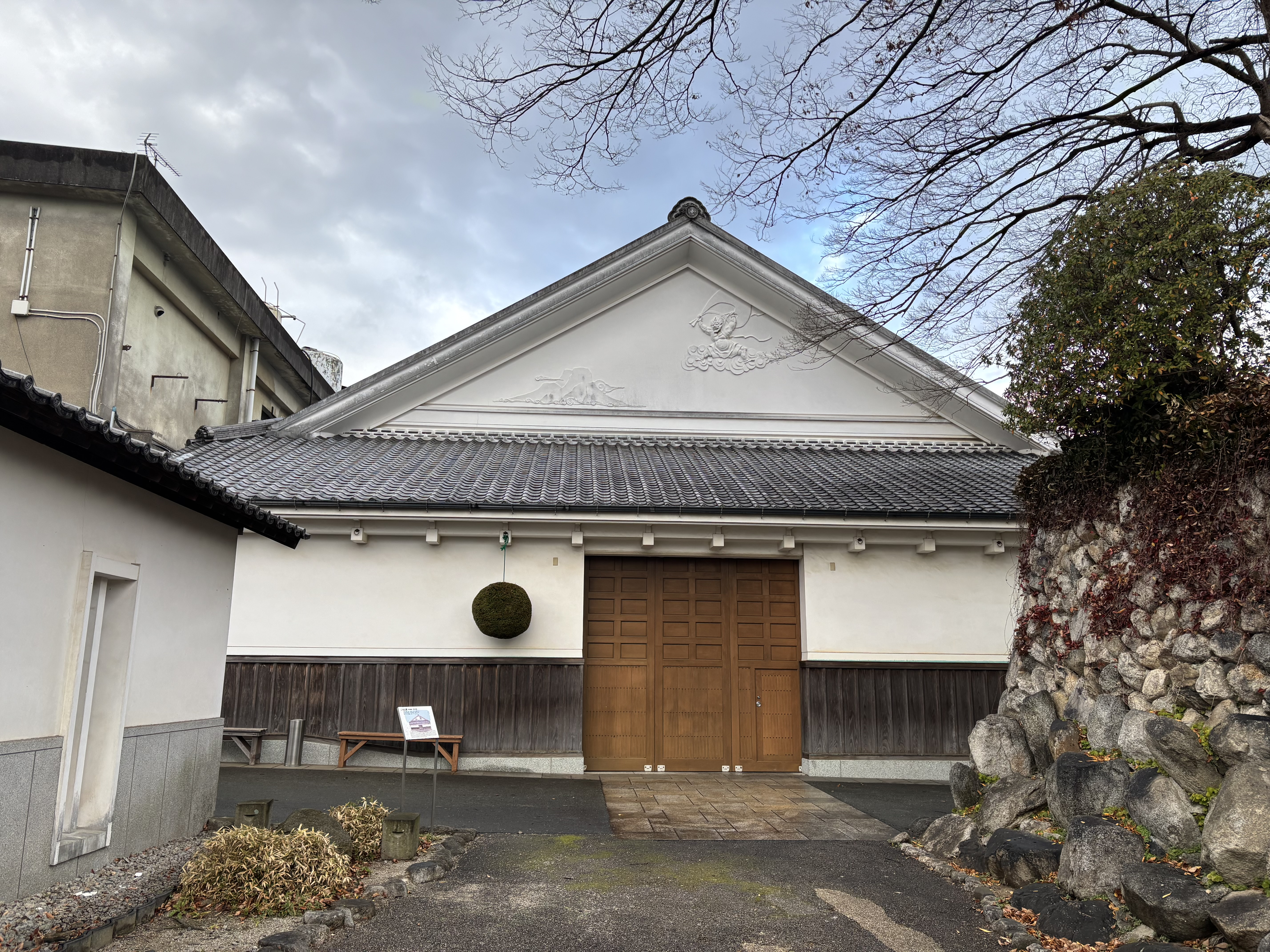
仕込蔵
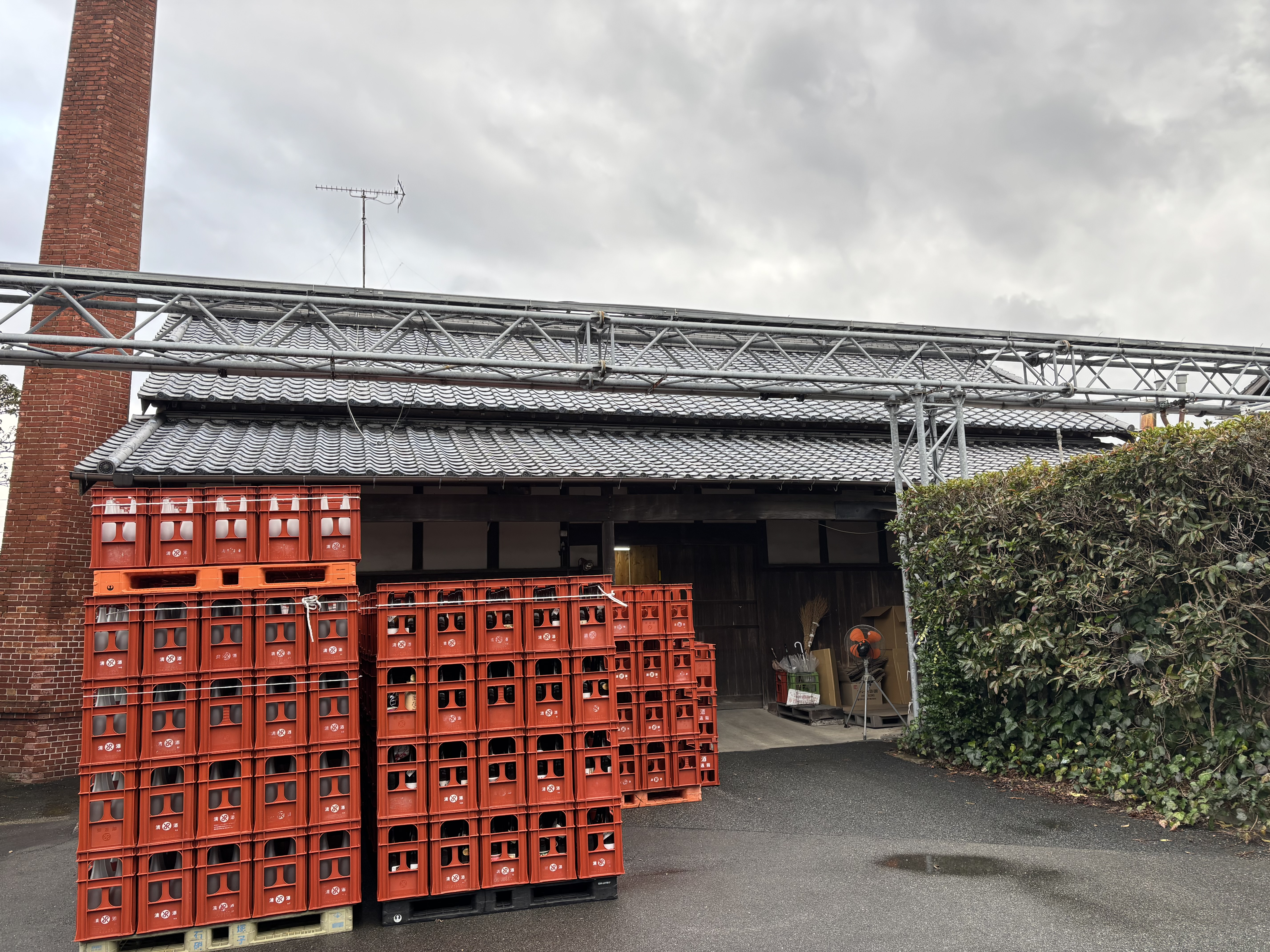
貯蔵庫（旧白米倉庫）
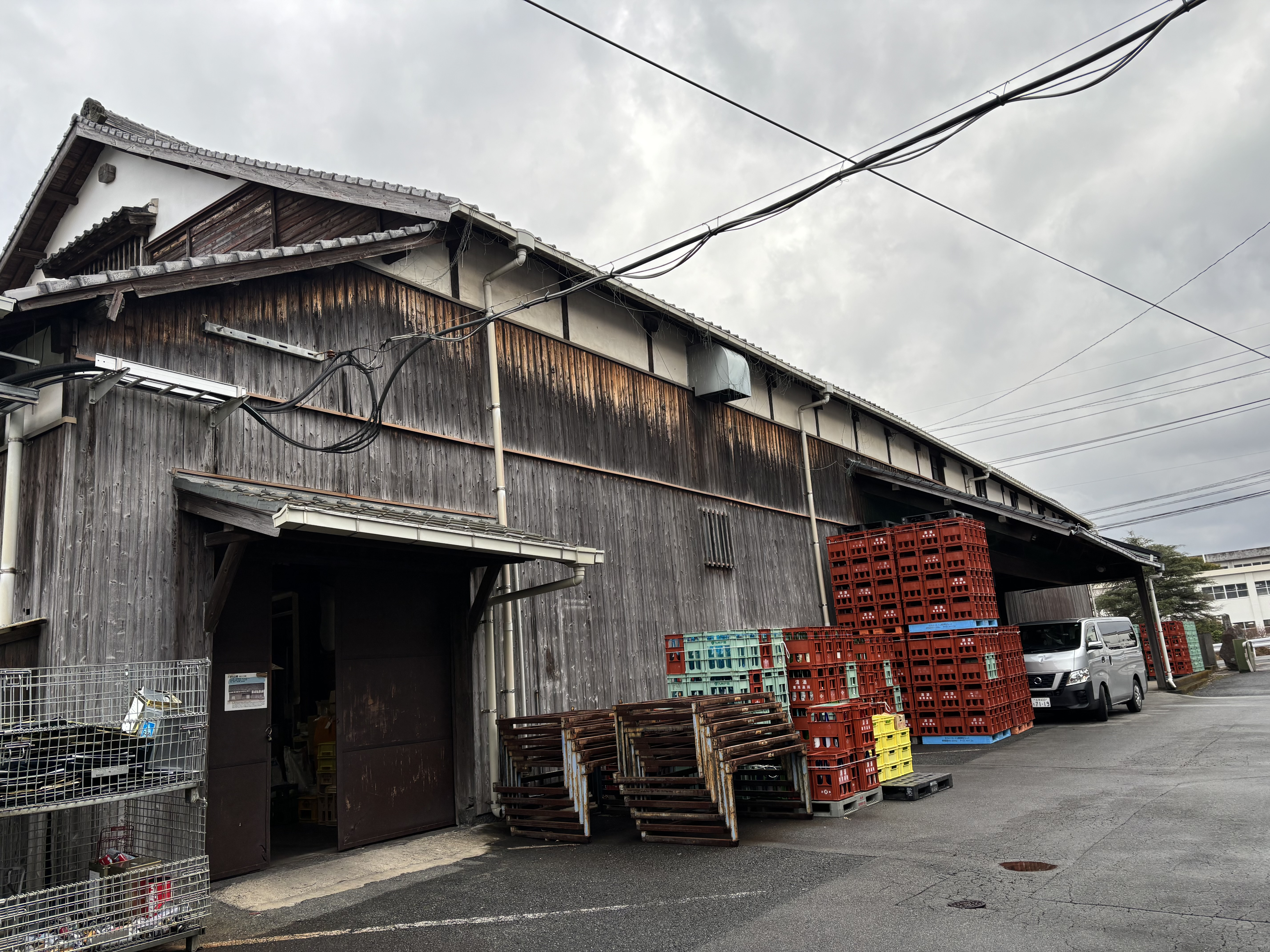
瓶詰工場（旧仕込蔵）
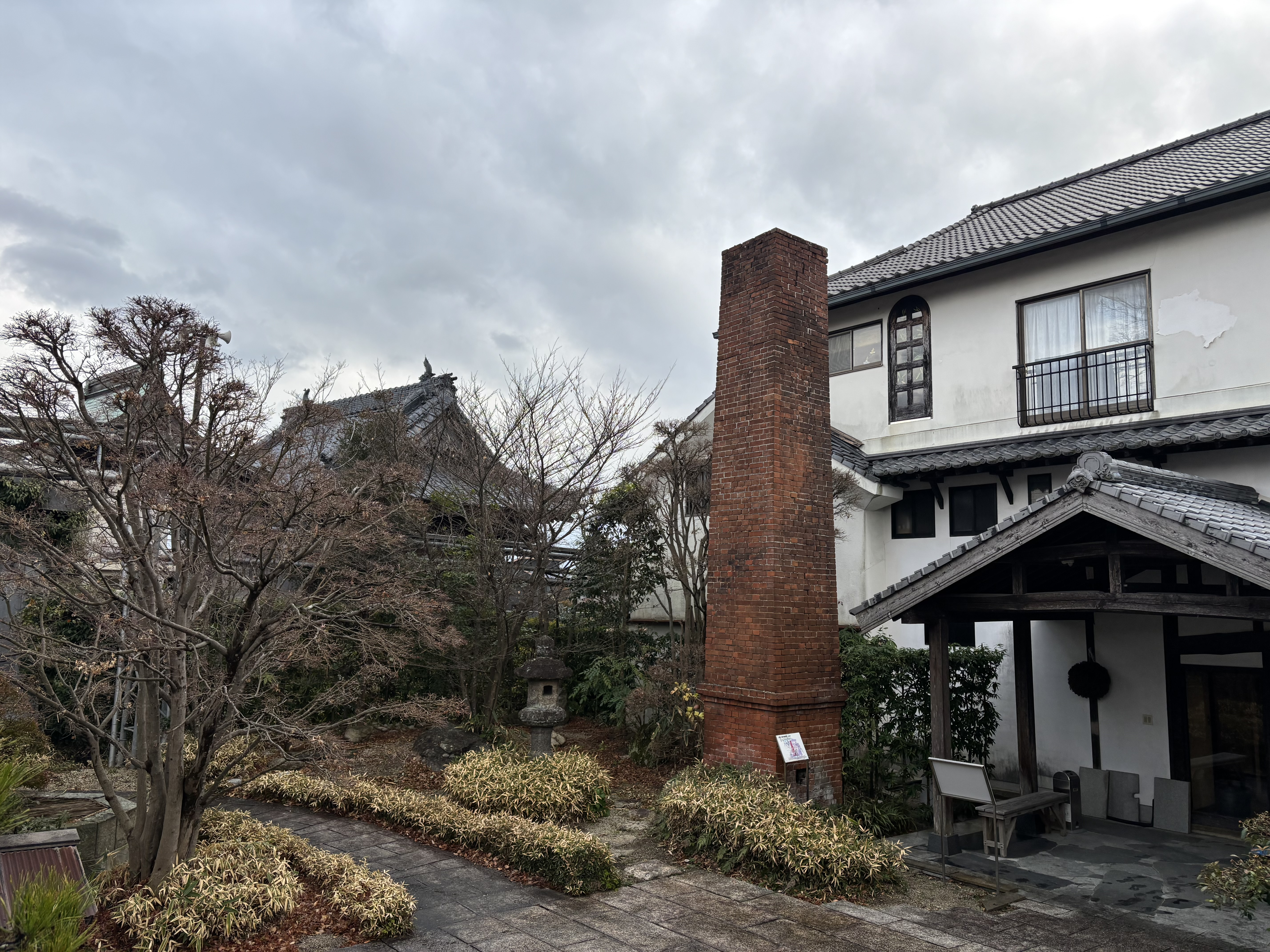
旧蔵人用炊事場煙突
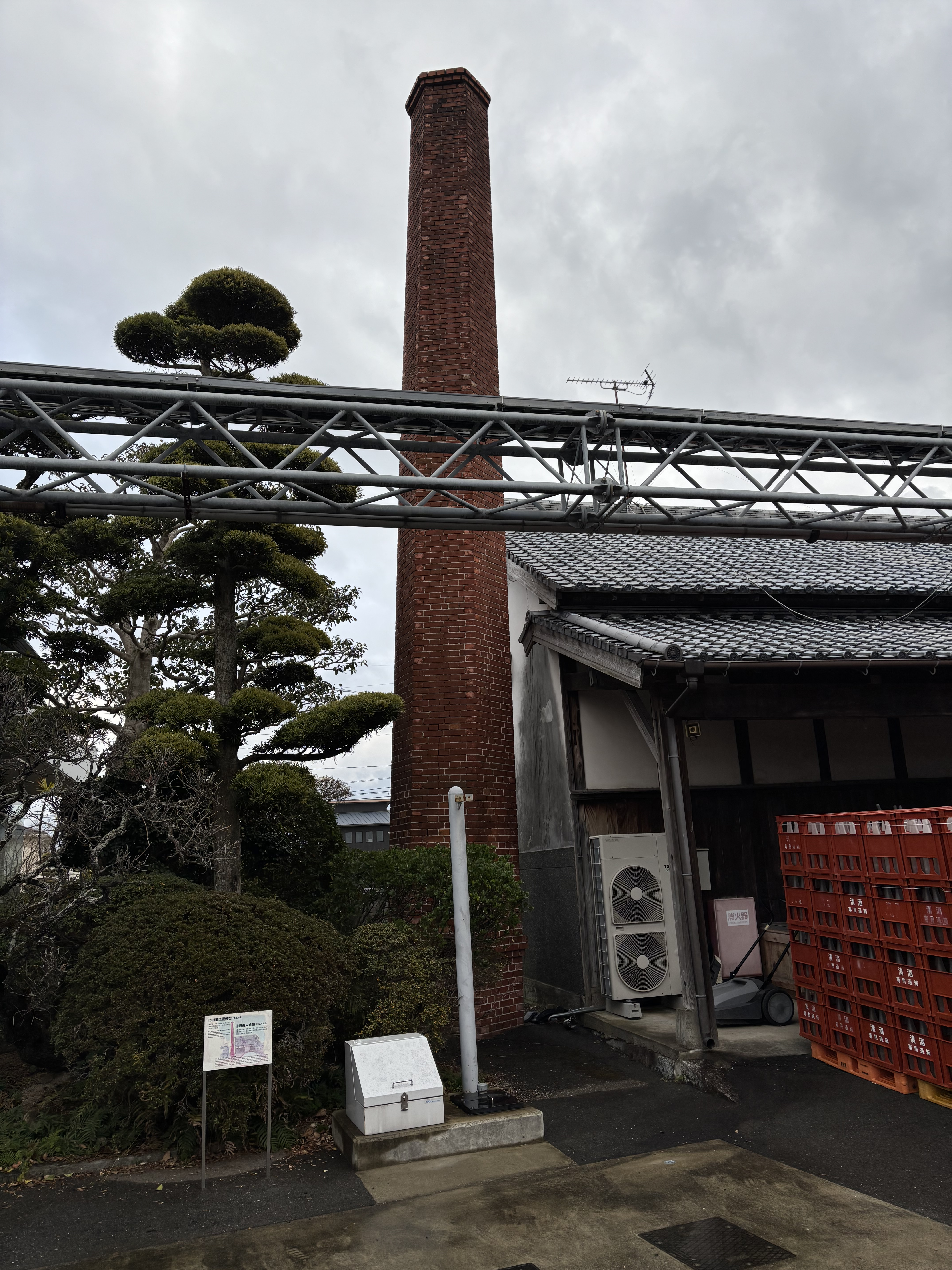
旧酒造蔵煙突

## 受賞歴
- 2006年：福岡国税局 平成18年酒類鑑評会
  - 吟醸酒の部 優等賞[3]
  - 純米酒の部 優等賞[3]
- 2007年：福岡国税局 平成19年酒類鑑評会 純米酒の部 優等賞「天吹 純米」[4]
- 2008年：福岡国税局 平成20年酒類鑑評会
  - 吟醸酒の部 優等賞[5]
  - 純米酒の部 優等賞[5]
- 2010年：平成21酒造年度 全国新酒鑑評会 入賞[6]。7年連続の入賞[7]。
- 2010年：福岡国税局 平成22年酒類鑑評会
  - 吟醸酒の部 金賞[8]
  - 純米酒の部 金賞[8]
- 2011年：福岡国税局 平成23年酒類鑑評会
  - 吟醸酒の部 大賞[9]
  - 純米酒の部 金賞[9]
- 2012年：福岡国税局 平成24年酒類鑑評会 吟醸酒の部 金賞「天吹裏大吟醸 愛山」[10]
- 2013年：福岡国税局 平成25年酒類鑑評会 吟醸酒の部 金賞「天吹 大吟醸 山田正壽作山田錦」[11]
- 2014年：福岡国税局 平成26年酒類鑑評会 吟醸酒の部 金賞「天吹 純米大吟醸 愛山」[12]
- 2015年：福岡国税局 平成27年酒類鑑評会 吟醸酒の部 金賞「裏大吟醸 愛山」[13]
- 2016年：福岡国税局 平成28年酒類鑑評会 純米酒の部 金賞「天吹 山廃純米 雄町」[14]